# Kazimierz Ostachiewicz

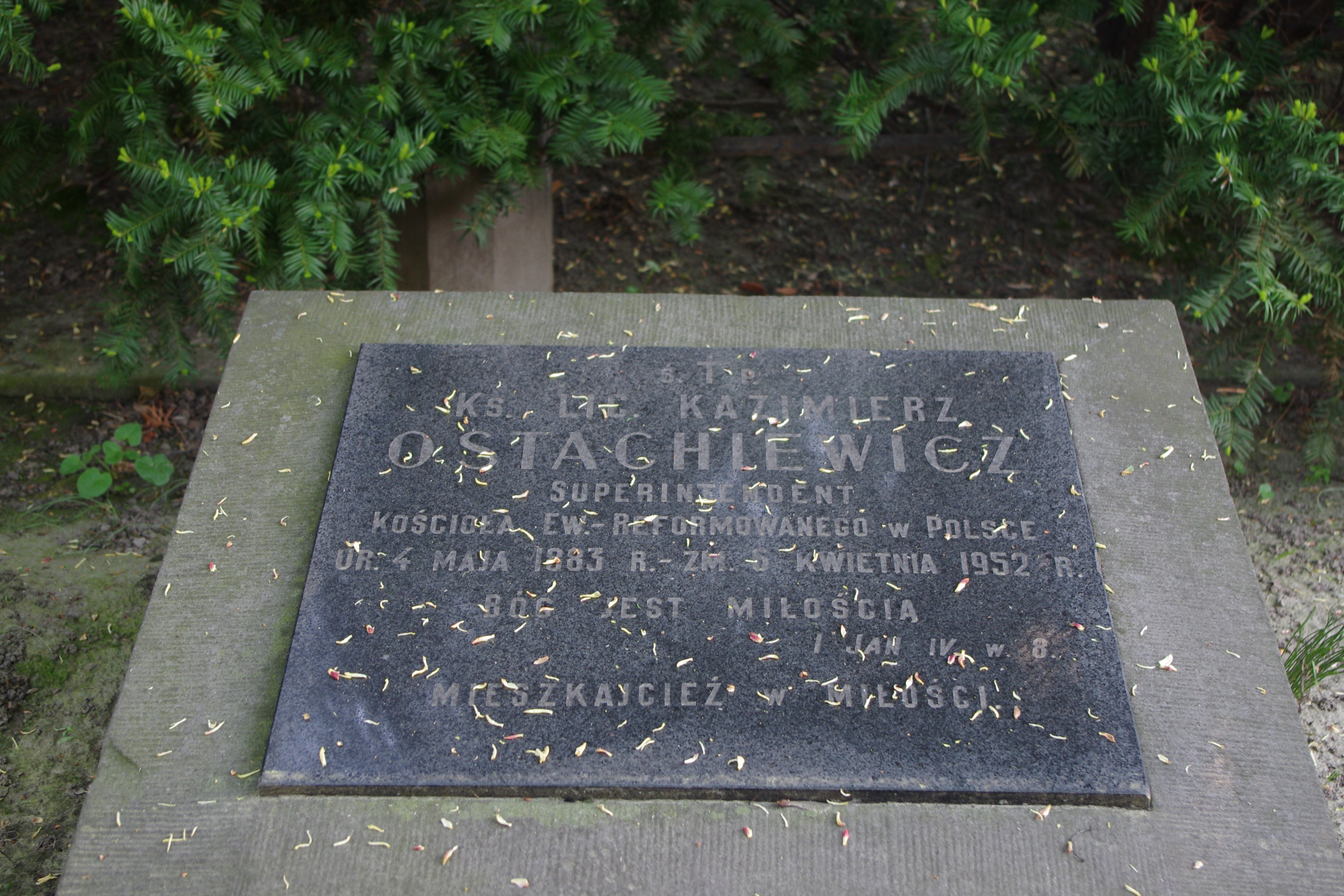
Grób ks. Kazimierza Ostachiewicza na Cmentarzu ewangelicko-reformowanym w Warszawie

Kazimierz Ostachiewicz (ur. 4 maja 1883 w Podledowie koło Tomaszowa Mazowieckiego, zm. 6 kwietnia 1952 w Warszawie) – polski duchowny ewangelicko-reformowany, superintendent generalny Kościoła Ewangelicko-Reformowanego w RP po II wojnie światowej. 

## Rodzina
Był synem Mieczysława Ostachiewicza i jego żony Kazimiery z Wysockich. Rodzina była wyznania ewangelicko-reformowanego. Miał dwoje rodzenstwa, jego siostrą była Cecylia 1 voto Bańkowska 2 voto Trzcińska była autorką jednego z pierwszych polskich podręczników do wychowania seksualnego. 
W 1909 roku poślubił w Wilnie katoliczkę Marię z Jachołkowskich (1874-1972), z którą miał troje dzieci m.in. syna Henryka Ostachiewicza (1911-1974). malarza. Był szwagrem Wiesława Gerlicza. 

## Życiorys
Ukończył gimnazjum filologiczne w Wilnie, naukę kontynuował na Uniwersytecie Warszawskim (studiował na wydziale matematyczno-przyrodniczym), z którego został wyrzucony w 1905 roku za działalność antypaństwową. Studia dokończył w Lipsku, na Wyższej Szkole Handlowej, gdzie uzyskał tytuł doktora. 
W 1922 roku podjął studia uzupełniające w dziedzinie teologii na terenie Szwajcarii – otrzymał tam stopień licencjata. Po powrocie do kraju został ordynowany na księdza ewangelicko-reformowanego w Warszawie, objął administrację parafii Żychlin w Wielkopolsce. W trakcie swej posługi w Żychlinie wydawał oraz stał na czele redakcji pisma "Żagiew Chrystusowa". 
W 1928 roku objął zarząd nad parafią wileńską Jednoty Litewskiej, dał się wówczas poznać jako ostry krytyk działalności superintendenta Michała Jastrzębskiego oraz praktyk wileńskiego Konsystorza w dziedzinie udzielania rozwodów. W 1930 roku został za karę przeniesiony do Brześcia nad Bugiem, gdzie miał pracować nad rozwojem lokalnego ośrodka kalwińskiego. Pomimo tego krytyki rozwodów nie zaprzestał i w 1932 roku pozbawiono go prawa funkcji pastorskiej. Ostachiewicz nie uznał tej decyzji, wiążąc się z Jednotą Warszawską Kościoła Reformowanego, od 1933 roku sprawował zarząd nad jej wileńską placówką. W latach 1933–1939 odprawiał również nabożeństwa w parafii Ewangelicko-Augsburskiej w Poznaniu dojeżdżając z Wina. Regularnie odprawiał także nabożeństwa w Bydgoszczy, Krakowie, Lwowie i Żychlinie.
W czasie II wojny światowej przebywał w Wilnie, był jednym z nielicznych polskich duchownych protestanckich na obszarze Kresów Północno-Wschodnich. 
Po 1945 roku repatriował się do Polski, osiadł w Łodzi, obejmując zwierzchnictwo nad lokalną parafią kalwińską. 
W styczniu 1949 roku wybrano go superintendentem generalnym Kościoła Ewangelicko-Reformowanego w RP, którym pozostał do śmierci. 
Został pochowany na cmentarzu ewangelicko-reformowanym w Warszawie (kwatera E-1-8).